# Wallace Stegner
Wallace Earle Stegner (Lake Mills, Iowa, 18 februari 1909 – Santa Fe, 13 april 1993) was een Amerikaans schrijver.

## Leven
Stegner groeide op in betrekkelijk armoedige omstandigheden in Montana, Utah en later Zuid-Canada. Niettemin was hij in de gelegenheid om te gaan studeren en werd hij hoogleraar letterkunde aan de Universiteiten van Utah, Wisconsin, Harvard en Stanford. Stegner was met name in de jaren zestig en zeventig actief in de natuurbescherming en fungeerde ook een tijdlang als politiek adviseur, onder meer van de minister van Binnenlandse Zaken tijdens de regering Kennedy.
Stegner overleed op 13 april 1993 ten gevolge van een auto-ongeval.

## Werk
Stegner staat vooral bekend als auteur van met veel psychologisch inzicht geschreven streekromans. In zijn werk snijdt hij alle aspecten van het leven in het Westen en Midden-Westen van Amerika aan. Tot de bekendste van zijn romans behoren: The preacher and the slave (1950, semiautobiografisch, over vakbondsleider Joe Hill), Wolf Willow (1962, gesitueerd in zijn geboortestreek), en Angle of Repose (1971, over een historicus in een rolstoel die het contact met zijn familie heeft verloren en een vervolgens een boek schrijft over zijn voorouders).
De eerste en lange tijd enige Nederlandse vertaling, onder de titel Vlucht in eenzaamheid (Baarn, 1941, vertaald door A. van Agen), betrof zijn roman On a Darkling Plain (1940), over een Amerikaanse soldaat die in de Eerste Wereldoorlog gewond is geraakt en voor zijn herstel de eenzaamheid van de Amerikaanse vlakten opzoekt. Het duurde tot deze eeuw voor ook ander werk van Stegner werd vertaald: in 2017 verscheen de roman Crossing to Safety onder de titel Wat behouden blijft (in een vertaling van door Edzard Krol); in 2017 gevolgd door De fundamenten van ons leven, de vertaling van Angle of Repose (door Rob Kuitenbrouwer en Frank Lekens).
Voor Angle of Repose ontving Stegner de Pulitzerprijs. Het boek werd in 1999 opgenomen in Modern Library’s lijst van 100 beste Engelstalige romans uit de twintigste eeuw.
Stegner schreef ook veel korte verhalen en non-fictie, onder meer over de spanningen tussen verschillende bevolkingsgroepen in Midden-Amerika.

### Romans
- Remembering Laughter (1937)
- The Potter's House (1938)
- On a Darkling Plain (1940) (Vlucht in eenzaamheid, vert. A. van Agen, 1941)
- Fire and Ice (1941)
- The Big Rock Candy Mountain (autobiografisch) (1943)
- Second Growth (1947)
- The Preacher And the Slave aka Joe Hill: A Biographical Novel (1950)
- Wolf Willow: A History, a Story, and a Memory of the Last Plains Frontier (1955)
- A Shooting Star (1961)
- All the Little Live Things (1967)
- Angle of Repose (1971) – Pulitzerprijs (De fundamenten van ons leven, vert. Rob Kuitenbrouwer & Frank Lekens, 2017)
- The Spectator Bird (1976)
- Recapitulation (1979)
- Crossing to Safety (1987) (Wat behouden blijft, vert. Edzard Krol, 2015)

### Verhalen
- The Women On the Wall (1950)
- The City of the Living: And Other Stories (1957)
- Writer's Art: A Collection of Short Stories (1972)
- Collected Stories of Wallace Stegner (1990)
- Late Harvest: Rural American Writing (1996)

### Non-fictie
- Mormon Country (1942)
- One Nation (1945)
- Beyond the Hundredth Meridian: John Wesley Powell and the Second Opening of the West (1954)
- The Gathering of Zion: The Story of the Mormon Trail (1964)
- Teaching the Short Story (1966)
- The Sound of Mountain Water (1969)
- Discovery! The Search for Arabian Oil, 1971
- Writer in America (1982)
- Conversations With Wallace Stegner on Western History and Literature (1983)
- This Is Dinosaur: Echo Park Country And Its Magic Rivers (1985)
- American Places (1985)
- On the Teaching of Creative Writing (1988)
- The Uneasy Chair: A Biography of Bernard Devoto (1989)
- Where the Bluebird Sings to the Lemonade Springs, 'Living and writing in the west' (autobiografisch) (1992)